# Етюди
Етюди — альбом львівського вокального колективу Піккардійська Терція.

## Перелік пісень
1. Останній літній дощ
2. Трамвайні етюди
3. Там, де неба блакить
4. Sole mio
5. Shamps Elysses
6. I can't help
7. Очі відьми
8. Коломбіна
9. Заспіваєм ще хоч раз
10. Ой, летіли дикі гуси
11. Гранули
12. Я вчора потрапив на небо
13. Трамвай
14. Львів